# Bâtiment du palais épiscopal à Šabac
Bibliothèque nationale de Šabac
Le bâtiment du palais épiscopal à Šabac (en serbe cyrillique : Зграда владичиног двора у Шапцу ; en serbe latin : Zgrada vladičinog dvora u Šapcu) se trouve à Šabac, dans le district de Mačva, en Serbie. Il est inscrit sur la liste des monuments culturels protégés de la république de Serbie (identifiant no SK 728),.

## Présentation

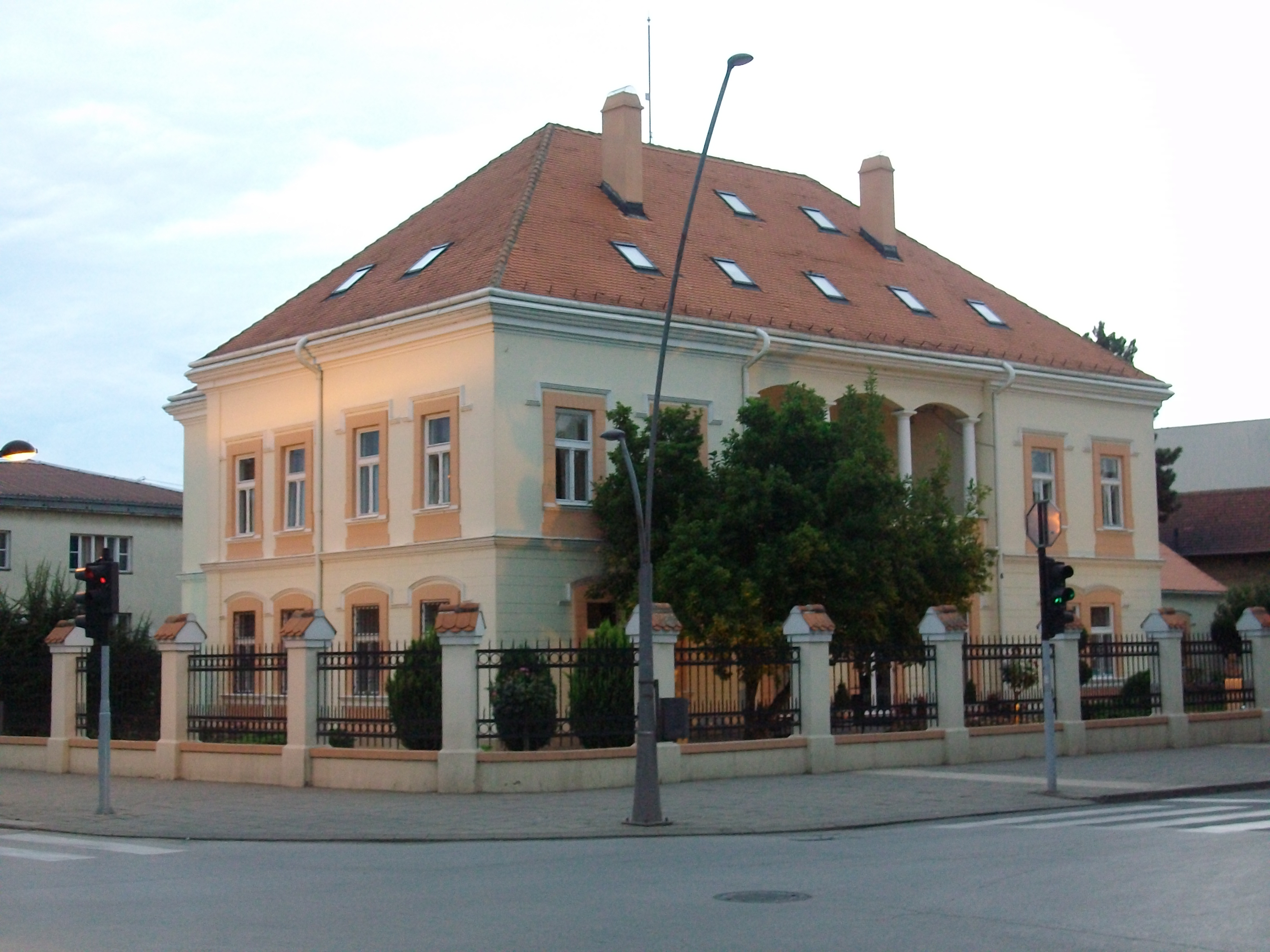
Autre vue du bâtiment.

L'ancien palais épiscopal, situé 13 rue Masarikova, est le premier bâtiment public à étage de Šabac. Il a été construit entre 1849 et 1854 pour les besoins de l'éparchie de Šabac-Valjevo à l'époque de l'évêque Joanikije Nešković.
Le palais a été édifié selon un principe de symétrie, ce qui constituait une nouveauté à l'époque et montre une nette influence de l'architecture européenne. Le centre de la façade est dominé à l'étage par une loggia ouverte ornée de colonnes rondes, qui rappelle encore partiellement l'architecture dite « balkanique » (d'influence ottomane). À l'intérieur, les pièces sont symétriquement disposées autour du hall central. L'une des caractéristiques du bâtiment est qu'il est chauffé par un système de canalisations murales qui nécessite la présence de hautes cheminées sur le toit.
Jusqu'en 1886, le bâtiment a abrité le palais épiscopal de la ville, ce qui constituait sa fonction première ; mais, en 1886, l'éparchie de Šabac a été rattachée à la métropole de Belgrade et le bâtiment a perdu sa fonction ; il l'a retrouvée en 1898 avec le rétablissement de l'éparchie de Šabac-Valjevo. Pendant les guerres, il a servi d'hébergement à l'armée et aux blessés. Après 1945, il a accueilli les bureaux exécutifs du district puis, en 1955, il est devenu une bibliothèque nationale, poursuivant la tradition de la Salle de lecture de Šabac créée en 1847.

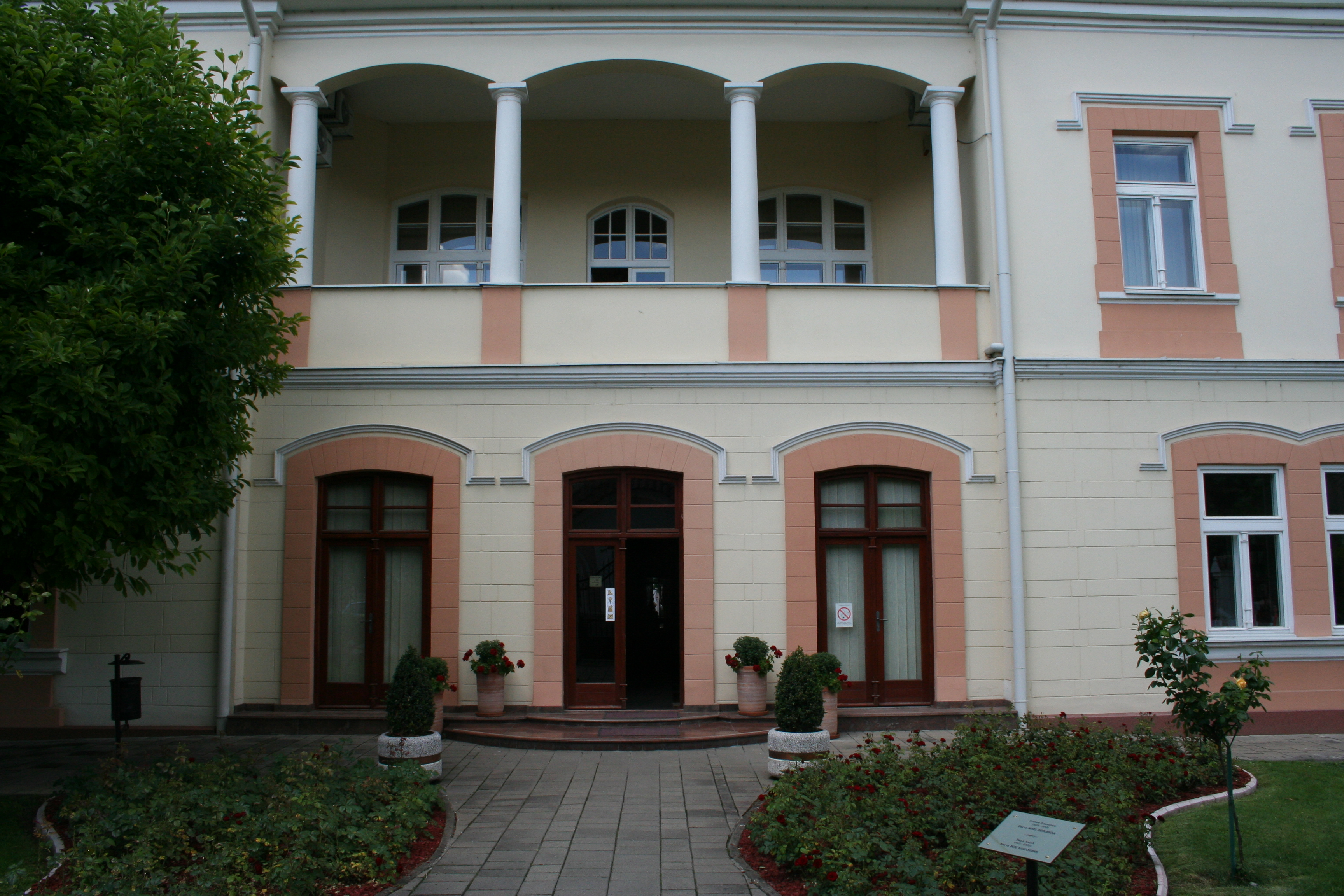
Détail de la façade.

## Bibliothèque

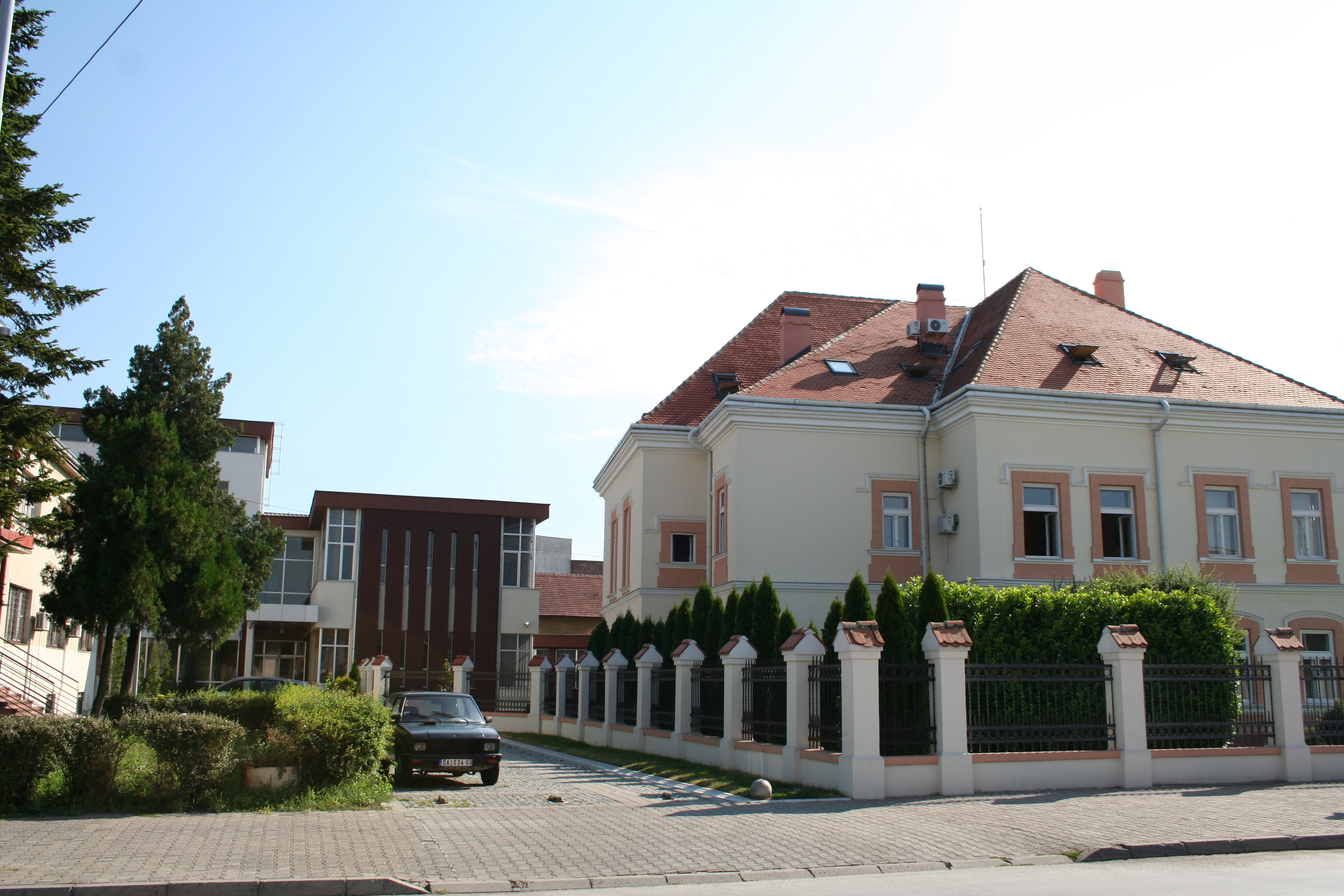
La bibliothèque, bâtiments anciens et nouveaux.